# Under jorden
Under jorden är en kriminalroman av Reginald Hill och den 10:e boken om Pascoe/Dalziel. 